# Catálisis heterogénea

Hidrogenación de eteno en una superficie sólida.

Catálisis heterogénea es un término químico que describe la catálisis cuando el catalizador está en una fase diferente (es decir sólido, líquido y gas, pero también aceite y agua) a los reactivos. Los catalizadores heterogéneos proporcionan una superficie en la que pueda tener lugar la reacción. 
Para que la reacción se produzca, uno o más de los reactivos debe difundir a la superficie del catalizador y adsorberse en él. Después de la reacción, los productos deben desorberse de la superficie y difundir lejos de la superficie del sólido. Con frecuencia, este transporte de reactivos y productos de una fase a otra desempeña un papel dominante en la limitación de la velocidad de reacción. La comprensión de estos fenómenos de transporte y la química de superficies, como p. ej. la dispersión, es un área importante de investigación de los catalizadores heterogéneos. 
El área de la superficie del catalizador también puede ser considerado. Los silicatos mesoporosos, por ejemplo, han encontrado utilidad como catalizadores debido a que sus áreas superficiales puede ser de más de 1000 m²/g, lo que aumenta la probabilidad de que una molécula de reactivo en solución entre en contacto con la superficie del catalizador y se adsorba . Si no se tienen en cuenta las velocidades de difusión, las velocidades de reacción para varias reacciones en las superficies depende únicamente de las constantes de velocidad y las concentraciones de los reactivos.
La catálisis heterogénea asimétrica puede utilizarse para sintetizar compuestos quirales enantiómeramente puros utilizando catalizadores heterogéneos.
El campo es de la mayor importancia industrial y medioambiental. Ha atraído a dos Premios Nobel: Irving Langmuir en 1932 y Gerhard Ertl en 2007. 
Una clase de catalizadores heterogéneos son "imitadores de las enzimas", cuya superficie reactiva imita el sitio activo de enzimas biológicas.

## Ejemplos
- La síntesis de amoniaco es un ejemplo de catálisis heterogénea:

3H2(g) + N2(g) ↔ 2NH3(g) – catalizada por Fe(s).
- El uso de Níquel en la hidrogenación de aceites vegetales para producir margarina. Las grasas insaturadas presentes en los aceites vegetales se convierten grasas saturadas por adición de hidrógeno. Esto a su vez rompe los dobles enlaces carbono-carbono.Para que esta reacción sea catalizada eficazmente el níquel debe presentar una gran área superficial por lo que debe estar finamente dividido.

-CH=CH- + H2 → -CH2-CH2-
- Otro ejemplo es la reducción de los nitrilos por ejemplo en una síntesis de feniletilamina con Níquel Raney y amoníaco:[2]

- El craqueo, la isomerización y el reformado catalítico[3] de hidrocarburos para formar las adecuadas y útiles mezclas de petróleo.
- Oxidación de alcanos y olefinas a monómeros valiosos.[4][5][6]
- Conversión de CO2 en combustibles.[7][8]
- Conversión de biomasa en productos químicos[9] y combustibles.[10]

## Convertidores catalíticos
Estos son usados a menudo en los automóviles. Tres reacciones principales están catalizadas por convertidores catalíticos.
La oxidación del monóxido de carbono a dióxido de carbono.
2CO(g) + O2(g) → 2CO2(g)
La reducción del monóxido de nitrógeno a nitrógeno.
2NO(g) + 2CO(g) → N2(g) + 2CO2(g)
La oxidación de los hidrocarburos a agua y dióxido de carbono. Esto puede ocurrir en cualquier hidrocarburos, sin embargo se realiza principalmente con la gasolina o el Diesel.
2C6H6(g) + 15O2 → 12CO2(g) +6H2O(l)